# 629

629(육백이십구)는 628보다 크고 630보다 작은 자연수다.

## 수학
- 합성수로, 그 약수는 1, 17, 37, 629다. 진약수의 합은 55이므로, 629는 부족수다.
  - 192번째 반소수다. 앞의 반소수는 626, 다음 반소수는 633이다.
- 피타고라스 삼조의 빗변의 길이이다.
  - {\displaystyle 100^{2}+621^{2}=629^{2}}[a]
  - {\displaystyle 429^{2}+460^{2}=629^{2}}[b]
- 자릿수 제곱합이 제곱수인 55번째 자연수다. ({\displaystyle 6^{2}+2^{2}+9^{2}=11^{2}}) 이 성질을 지닌 앞의 수는 623, 다음 수는 632이다. (OEIS의 수열 A175396)
- {\displaystyle 38^{4}-1}은 629로 나누어떨어진다.

## 과학
- NGC 629(프랑스어판): 카시오페이아자리 방향에 있는 성군.

## 교통

### 항공
- 유나이티드 항공 629편 폭파 사건(영어판)

### 철도
- 서울 지하철 6호선 녹사평역의 역번호.

### 도로
- 629번 지방도: 충청남도 공주시 사곡면에서 천안시 동남구 풍세면까지 이어지는 대한민국의 지방도.
- 현도 제629호선

## 군사
- U-629(영어판, 독일어판): 제2차 세계 대전에 사용된 나치 독일의 군용 잠수함.

## 문화유산
- 대한민국의 보물 제629호: 황남대총 남분 금제 허리띠

## 기타
- 날짜: 6월 29일
  - 6·29 선언 (1987년)
  - 삼풍백화점 붕괴 사고 (1995년)
- 연도: 629년, 기원전 629년